# Hawesville
La ville de Hawesville est le siège du comté de Hancock, dans l'État du Kentucky, aux États-Unis. Sa population s’élevait à 945 habitants lors du recensement de 2010, estimée à 1 015 habitants en 2016.

## Source
- (en) Cet article est partiellement ou en totalité issu de l’article de Wikipédia en anglais intitulé « Hawesville, Kentucky » (voir la liste des auteurs).